# Georgij Sviridenko
Georgij Vladimirovič Sviridenko (rusko Георгий Владимирович Свириденко), sovjetski (beloruski) rokometaš, * 3. december 1962, Minsk.
Leta 1988 je na poletnih olimpijskih igrah v Seulu v sestavi sovjetske rokometne reprezentance osvojil zlato olimpijsko medaljo.